# Anisogomphus forresti
Anisogomphus forresti är en trollsländeart som först beskrevs av Morton 1928.  Anisogomphus forresti ingår i släktet Anisogomphus och familjen flodtrollsländor. Inga underarter finns listade i Catalogue of Life.